# Пуейо
Пуейо (ісп. Pueyo) — муніципалітет в Іспанії, у складі автономної спільноти Наварра. Населення — 318 осіб (2009).
Муніципалітет розташований на відстані близько 290 км на північний схід від Мадрида, 28 км на південь від Памплони.

## Демографія
Динаміка населення (INE ):

## Галерея зображень

Розташування муніципалітету